# William Dowse
William Dowse (* 1770; † 18. Februar 1813 in Cooperstown, New York) war ein US-amerikanischer Anwalt und Politiker aus dem Bundesstaat New York.

## Leben
William Dowse, wohnhaft im Otsego County, wurde als Kandidat der Föderalistischen Partei 1812 in das Repräsentantenhaus für den 15. New Yorker Kongressbezirk gewählt. Er starb, bevor er sein Amt antrat.
Zum Zeitpunkt seines Todes war William G. Angel als Sekretär in seinem Büro tätig.
Dowse starb im Alter von 42 Jahren. Danach übernahmen John M. Bowers, Isaac Williams junior und weitere in Folge das Amt im Repräsentantenhaus.